# Michael Radford
Michael Radford (* 24. února 1946 Nové Dillí, Indie) je britský režisér a scenárista. Vystudoval Oxfordskou univerzitu v Anglii. Krátce pracoval jako učitel. S filmovou tvorbou začal jako dokumentarista. Má syna Felixe a mluví plynně španělsky.
Za film Pošťák byl nominován na dva Oscary (nejlepší režie, nejlepší adaptovaný scénář). Mimo to dostal 13 cen a 4 nominace.

## Filmografie (výběr)
- 1984 1984 (Nineteen Eighty-Four)
- 1994 Pošťák (Il Postino)
- 2002 povídka Addicted to the Stars v projektu Dalších deset minut (Ten Minutes Older)
- 2004 Kupec benátský
- 2007 Brilantní plán